# Brennerska železnica
Brennerska železnica (nemško Brennerbahn; italijansko Ferrovia del Brennero) je glavna proga, ki povezuje avstrijsko in italijansko železniško omrežje od Innsbrucka do Verone, vzpenja se po Wipptalu (nemško za 'dolina Wipp'), prečka prelaz Brenner in se spušča navzdol v Eisacktal (nemško za 'dolina Eisack') do Bolzana / Bozna, nato naprej po dolini Adiže do Roverta / Rofreita in vzdolž odseka doline Adige, imenovanega po italijansko Vallagarina, do Verone. Ta železniška proga je del proge 1 vseevropskega prometnega omrežja (TEN-T). Državna železnica Ferrovie dello Stato (FS) jo šteje za 'temeljno' progo.

## Zgodovina
Železniška proga je bila zasnovana v času Avstro-Ogrske sredi 19. stoletja, da bi zagotovila hiter in varen prevoz med Tirolsko in severno Italijo, zlasti  Lombardijo–Benečijo. Bila je strateško pomembna ne samo iz gospodarskih, ampak tudi iz vojaških razlogov, saj se je Avstrija močno zavzela za ohranitev meja južno od Alp.
Prvi del, ki so ga zgradili, je bil spodnji del med Verono in Bolzanom / Boznom. Zasnovo tega odseka je 10. julija 1853 odobril inženir Alois Negrelli, uslužbenec Südbahna, znan po tem, da je zgradil druge alpske železniške proge in razvil projekt Sueškega prekopa. Odsek je bil odprt v dveh različnih delih: 23. marca 1859 med Verono in Trentom / Trientom in 16. maja 1859 od Trenta / Trienta do Bolzana / Bozena. S to gradnjo se je ukvarjalo podjetje k.k. Nord- und SüdTiroler Staatsbahn (nemško za 'Severne in Južne Tirolske državne železnice'), vendar je podjetje v začetku leta 1859 prevzela nova Avstrijska južna železnica (nemško Südbahn).
Kljub izgubi Veneta v tretji italijanski osamosvojitveni vojni in posledičnem premiku meje med Italijo in Avstrijo do Borghetta na sedanji meji Trentina in Verone oktobra 1866 je bil zgornji odsek od Bolzana / Bozena do Innsbrucka nedokončan. 127-kilometrska pot od Innsbrucka do Bolzana / Bozena je bila grajena le tri leta. Ta odsek je bil v gradnji in je bil dokončno odprt 24. avgusta 1867. Glavni oblikovalec in inženir Karl von Etzel je umrl leta 1865; ni mogel biti priča zaključku svojega dela. Po železnici čez Semmering je bila ta Brennerska proga druga gorska železnica, zgrajena v Avstro-Ogrski. Bila je tudi prva proga, ki je prečkala Alpe.
Odsek južno od Borghetta je leta 1866 postal del Società per le strade ferrate dell'Alta Italia (italijansko za zgornje (severne) italijanske železnice, SFAI). Pri reorganizaciji leta 1885 jo je prevzela Società per le Strade Ferrate Meridionali (Jadranska mreža). Linija je bila ustanovljena leta 1905 pod nadzorom Ferrovie dello Stato.
Leta 1919 je Italija na podlagi pogodbe iz Saint-Germain-en-Laye pridobila Trentino-Južno Tirolsko in avstrijsko-italijanska meja se je preselila v Brenner. Odsek od Trenta / Trienta do Brennerja je bil med letoma 1929 in 1934 nato elektrificiran pri 3700 V pri trifaznih 16,7 Hz. Elektrifikacija je bila 30. maja 1965 pretvorjena v 3000 V DC.
V pripravah na predlagani bazni predor Brenner je bila leta 1994 končana obvoznica Innsbrucka, da bi izboljšali dostop do železniške proge spodnje doline Inna. Obvoznica je sestavljena iz 12,75 kilometrov dolgega predora (najdaljšega v Avstriji) in želi odstraniti glavnino prometa tovornih vlakov iz Innsbrucka. V Italiji je bilo zgrajenih več novih odsekov, s katerimi so odstranili odseke proge z več kratkimi predori z majhnimi prerezi. Sem spadajo 13.159 metrov dolg predor Sciliar, odprt leta 1994, 7267 metrov dolg predor Pflersch, odprt leta 1999 in 3939 metrov dolg predor Cardano, odprt leta 1998.

## Bodočnost
Po močnem povečanju tovornega prometa preko prelaza Brenner (večinoma po cesti) velja, da železnica trenutno nima dovolj zmogljivosti. Poleg tega njeni strmi nakloni, majhni radiji in potreba po zamenjavi lokomotivskih motorjev zaradi dveh različnih električnih sistemov, ki se uporabljajo v Avstriji in Italiji, pomenijo, da je povprečna hitrost vožnje nizka. Iz teh razlogov je predvidena gradnja nove proge od Verone do Münchna prek Innsbrucka. V središču tega projekta je 55 kilometrov dolg predor med  krajem Franzensfeste in Innsbruckom, znan kot bazni predor Brenner.

## Potek
Najmanjši polmer krivulje je 264 metrov. Najvišja točka proge je postaja Brenner na 1371 m, kar je tudi najvišja točka, dosežena na omrežjih avstrijskih zveznih železnic (ÖBB) in italijanskih omrežij Ferrovie dello Stato (FS).
Za premagovanje strmega vzpona (796 metrov med Innsbruckom in Brennerjem) sta bila zgrajena dva spiralna predora, ki sta uporabljala stranice doline pri Sv. Jodok na avstrijski strani in Pflerschtal na italijanski strani.
Na postaji Brenner, ki se nahaja na prelazu Brenner (1371 metrov), je spomenik načrtovalca Karla von Etzela. Ta postaja leži na meji med Italijo in Avstrijo, pa tudi na operativni meji med omrežjema ÖBB in FS. Dve podjetji upravljata različne električne sisteme (15.000 V AC pri 16,7 Hz v Avstriji in 3000 V DC v Italiji), kar zahteva ustavitev za zamenjavo električnih lokomotiv. Iz tega razloga so ekspresni vlaki iz Münchna v Verono in Milano dolgo vozili z dizelskimi lokomotivami. Do 30. maja 1965 je bila potrebna tudi druga menjava motorja na postaji Bolzano, saj je odsek Bolzano – Brenner še vedno obratoval s trifazno elektrifikacijo.
V zadnjih letih je uvedba večtokovnega voznega parka, ki ga je mogoče upravljati tako v avstrijskem kot v italijanskem omrežju, vsaj načeloma omogočila, da se izognemo menjavam lokomotiv. Potreba po lokomotivah za prevoz opreme za različne signalne sisteme in odobritev varnosti za različna omrežja in proge ter potreba po osebju, da pozna pravila obratovanja in poti, je v praksi omejila večtokovne operacije.